# Kalakala
Die Kalakala war eine 1926 gebaute Passagierfähre der Puget Sound Navigation Company. Die Kalakala wurde vor allem wegen ihres stromlinienförmigen Designs bekannt und war sowohl bei Touristen als auch bei Einheimischen sehr beliebt. Während der Expo 62 war die Kalakala nach der Space Needle die meistbesuchte Sehenswürdigkeit in Seattle. Seit 2006 war das Schiff im National Register of Historic Places eingetragen.

## Dienstzeit
Die Kalakala wurde 1926 als Peralta bei Moore Drydock Co. für den Dienst in der Bucht von San Francisco gebaut. Am 6. Mai 1933 brannte sie an ihrem Liegeplatz komplett aus, wodurch ihre Aufbauten völlig zerstört wurden. Der Rumpf war jedoch intakt geblieben und wurde daher im Oktober 1933 an die Puget Sound Navigation Company verkauft. Das Schiff wurde kurz danach in der Lake Washington Shipyard in Houghton, Washington, neu aufgebaut.
Das neue Design der Kalakala wurde vom Flugzeugbau inspiriert und von Louis Proctor, einem Ingenieur von Boeing entworfen. Angeregt wurde es von der Frau des Besitzers der Puget Sound Navigation Company, die sich ein modernes und revolutionäres Design für die neue Fähre wünschte. Die Kommandobrücke der Kalakala wurde äußerlich einem Flugzeugcockpit nachempfunden. Im November 1934 wurde das Schiff schließlich offiziell von William Thorniley, dem Präsidenten der Puget Sound Navigation Company auf den Namen Kalakala getauft, was in der Sprache der Chinook Wawa „Vogel“ bedeutet. Kurz darauf wurde landesweit mit großen Bannern und Werbeschriftzügen Werbung für die neue Fähre gemacht.
Am 4. Juli 1935 wurde das Schiff unter großem Interesse der Öffentlichkeit und der Presse in Dienst gestellt. Innerhalb kurzer Zeit galt die Kalakala als das nach dem Eiffelturm meistfotografierte Objekt der Welt. Der Innenraum des Schiffes war im Stil des Art déco eingerichtet und besaß sowohl eine separate Lounge für die Frauen als auch für die Männer. Neben der normalen Route als Fährschiff unternahm die Kalakala nachts auch sogenannte „Mondlicht-Kreuzfahrten“, die von einem Tanzorchester begleitet wurden.
Nach Ausbruch des Zweiten Weltkriegs diente das Schiff als Transporter für Werftarbeiter und Angestellte der US-Navy. Die Kalakala bekam hierbei den Spitznamen „Arbeitstier vom Puget Sound“.
Nach dem Krieg kehrte das Schiff in seinen ursprünglichen Dienst zurück. 1946 wurde die Kalakala mit dem ersten kommerziellen Radarsystem ausgestattet. Die Kalakala blieb weiterhin eines der beliebtesten Ausflugsziele, wurde jedoch oft wegen ihrer Funktionalität bemängelt. Die Sicht von der Kommandobrücke war schlecht, außerdem konnte sie durch ihr stromlinienförmiges Design weniger Fahrzeuge transportieren als andere Fähren ihrer Größe. Nach Einführung der neuen Evergreen-State-Klasse im Jahr 1954 war das Schiff endgültig veraltet. 1955 wurde sie auf die Route Port Angeles – Victoria verlegt, da sie wegen ihres geschlossenen Buges auch offene Gewässer ansteuern konnte. 1956 wurden die Propeller des Schiffes ausgetauscht, um das bei rauer See bisher sehr starke Schlingern der Kalakala zu verhindern. Da sie jedoch weiterhin stark schlingerte, bekam sie von der Presse schnell eher unvorteilhafte Spitznamen wie zum Beispiel Kackerlacka. 1962 wurde die Kalakala für die Expo in Seattle als Ausflugsschiff für die Besucher der Ausstellung eingesetzt. 1967 wurde das Schiff schließlich ausgemustert.

## Nach der Dienstzeit

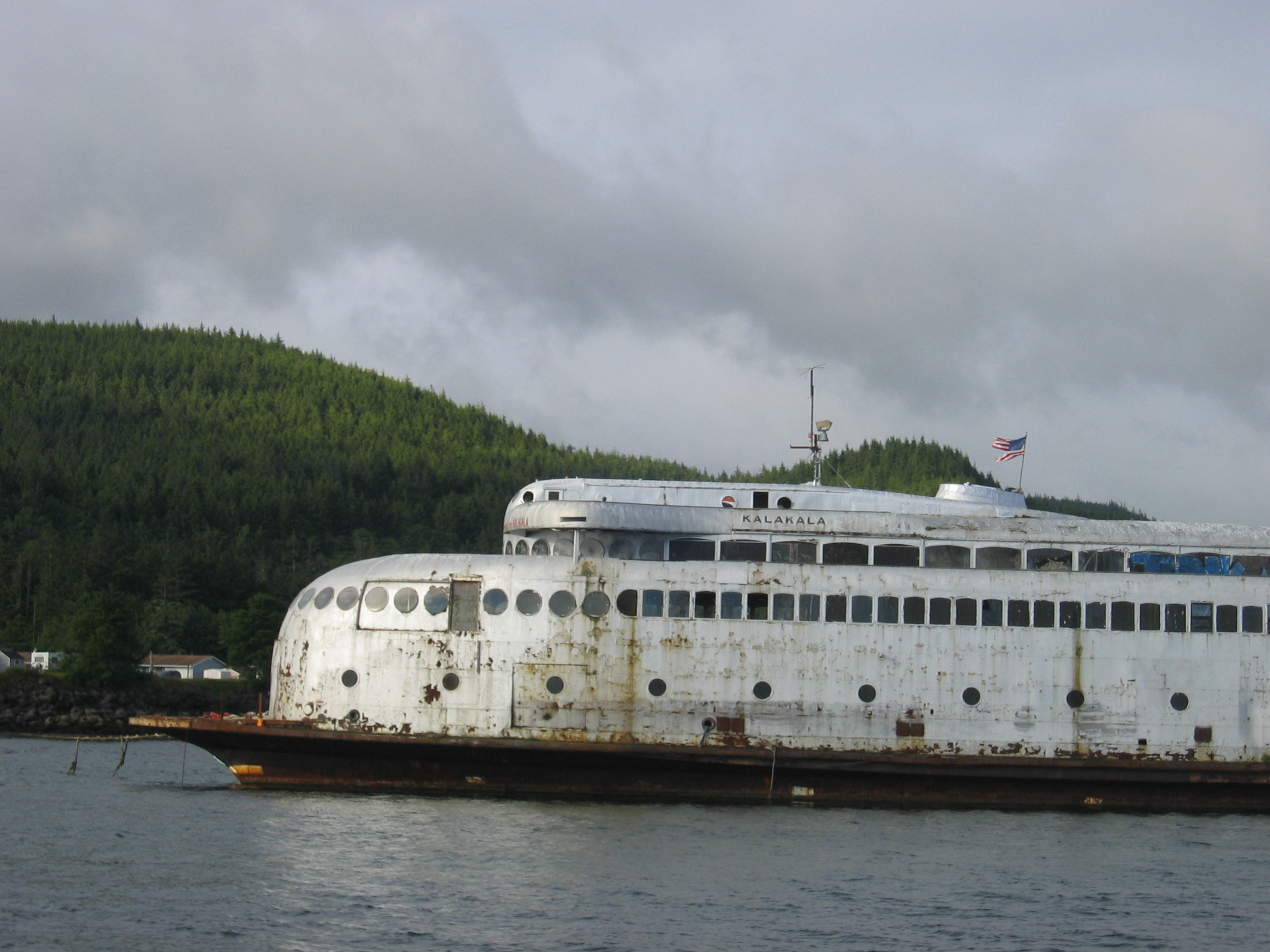
Die aufgelegte Kalakala im Juli 2011

Nach ihrer Ausmusterung wurde die Kalakala nach Alaska geschleppt und als Verarbeitungsschiff für die Krabbenfischerei eingesetzt. Nach zwei Jahren wurde das Schiff 1970 in Kodiak an Land gezogen und dort als Fabrikhalle für Shrimps genutzt. 1984 entdeckte Peter Bevis das verrostete Schiff während eines Angelausflugs und beschloss, es zu kaufen. Nachdem alle Gegenstände, die nicht zur originalen Ausstattung gehörten, entfernt worden waren, wurde die Kalakala wieder schwimmfähig gemacht und zurück nach Seattle geschleppt. In den kommenden Jahren kam Bevis immer wieder in Schwierigkeiten, da er weder eine Renovierung des Schiffes noch dessen Liegeplatz bezahlen konnte. Daher wurde die Kalakala 2004 an einen privaten Investor verkauft und nach Neah Bay geschleppt. Nach Problemen mit den Besitzern des Liegedocks wurde das Schiff jedoch kurz darauf nach Tacoma geschleppt. 2008 gab Steve Rodriguez, der Besitzer der Kalakala bekannt, dass er die ehemalige Fähre entweder mit Solarkraft und Sonnenenergie wieder in Dienst stellen oder sie als Museum eröffnen möchte. Eine für 2010 angekündigte Renovierung im Trockendock fand jedoch nicht statt. Nach sechs Jahren in Tacoma entwickelte das Schiff langsam Schlagseite. Um einer Zwangsräumung des Wracks zu entgehen, bot Rodriguez das Schiff zu einem symbolischen Preis von einem Dollar an, wenn der neue Besitzer die Kalakala renovieren würde. Als niemand zum Kauf bereit war, erklärte die Küstenwache das Schiff im Dezember 2011 als Bedrohung für die Seefahrt und drohte mit einer Zwangsräumung der Kalakala. Im Juli 2012 verklagte Rodriguez den Staat Washington, da er laut seiner Aussage für den Erhalt der seit 2006 unter Denkmalschutz stehenden Fähre verantwortlich sei und seine Pflichten vernachlässigt habe. Im November 2012 wurde das Schiff von Karl Anderson, dem Besitzer des Liegeplatzes beschlagnahmt, da Rodriguez ihm noch 4.000 Dollar schuldete.

## Verschrottung

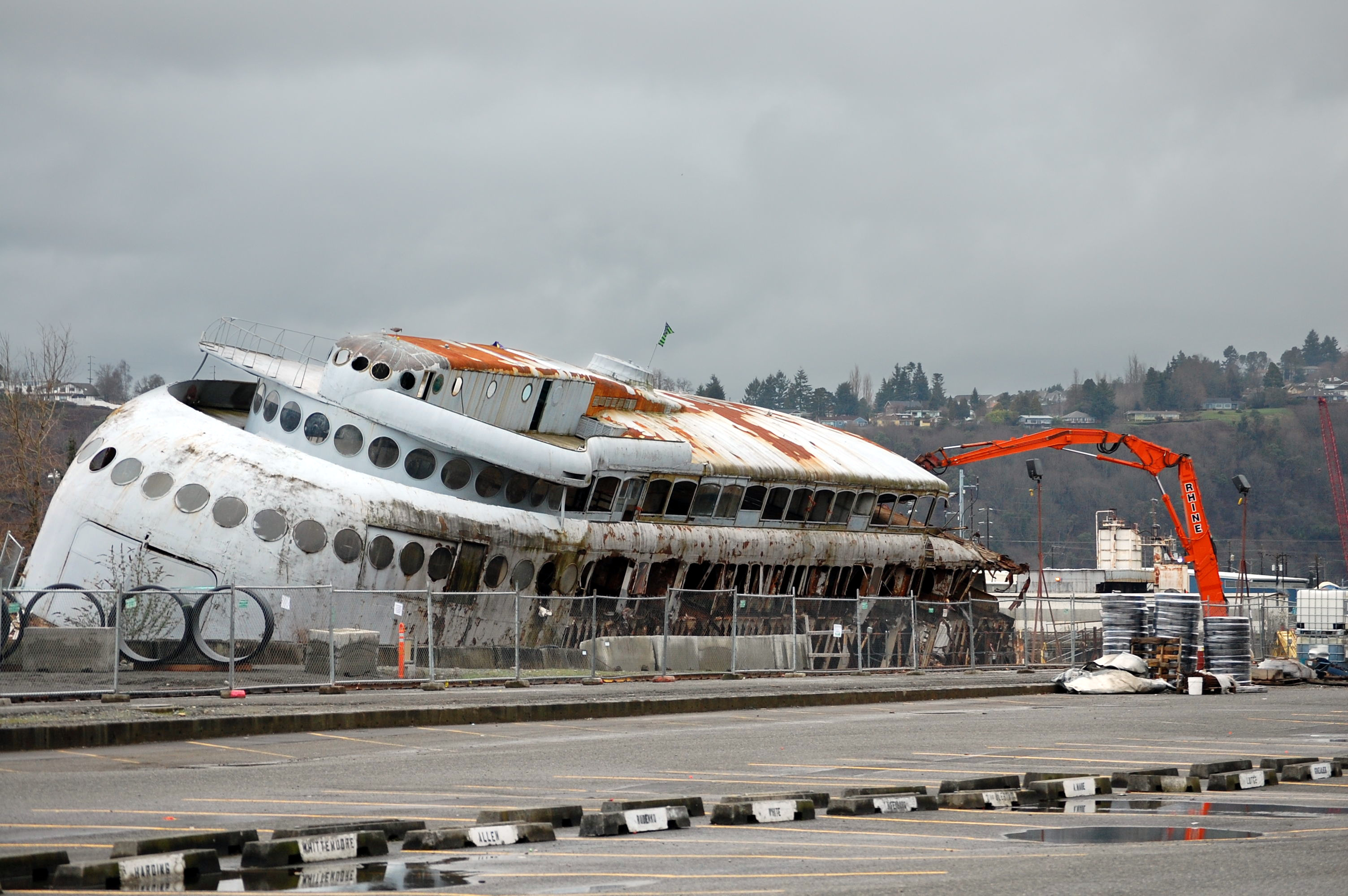
Abbrucharbeiten am 24. Januar 2015

Am 4. Januar 2015 verkündete Karl Anderson, dass er die Kalakala zum Verschrotten verkaufen würde. Als letzten Versuch, das historische Schiff zu retten, ließ Anderson Banner an den Brückenflügeln anbringen, die zum Kauf der Kalakala aufriefen. Dennoch wurde das Schiff am 22. Januar in ein Trockendock geschleppt und dort innerhalb weniger Tage verschrottet. Die Ausstattung sowie Teile des Rumpfes wurden als Souvenirs verkauft.

## Sonstiges
Im Laufe der Jahre war die verrostete Kalakala mehrfach als Kulisse in Dokumentationen und Filmen zu sehen. Außerdem gab die isländische Band múm ein Livekonzert an Bord des ausgemusterten Schiffes. Eine Wandmalerei des Schiffes ist bis heute in Port Angeles zu sehen.